# Lo mejor de Daniel
Lo Mejor de Daniel es un disco editado por Universal / Vale Music - Sony BMG que recoge todas las canciones interpretadas por Daniel Zueras dentro de la Academia de Operación Triunfo.

## Listado de canciones
1. Otra Vez (Con Eva)
2. I'm A Believer (Con Leo y José Antonio)
3. Celebration (Con Jose y Moritz)
4. My Endless Love (Con Saray)
5. Cuando Nadie Me Ve (Con Jorge)
6. Blue Velvet
7. Always On My Mind
8. Unchined Melody
9. Por Volverte A Ver
10. The Great Pretender
11. Your Song
12. Contigo Aprendí
13. Me & Mrs. Jones
14. Overjoyed

## Listas

### Semanales
| País   | Ranking         | Primera semana | Posición de ingreso | Mejor posición | Semanas en la mejor posición | Semanas en el ranking | Última semana |
| ------ | --------------- | -------------- | ------------------- | -------------- | ---------------------------- | --------------------- | ------------- |
| Europa |                 |                |                     |                |                              |                       |               |
| España | Top 100 álbumes | 11/02/2007     | 4                   | 4              | 1                            | 9                     | 08/04/2007    |